# Брестроф-ла-Гранд

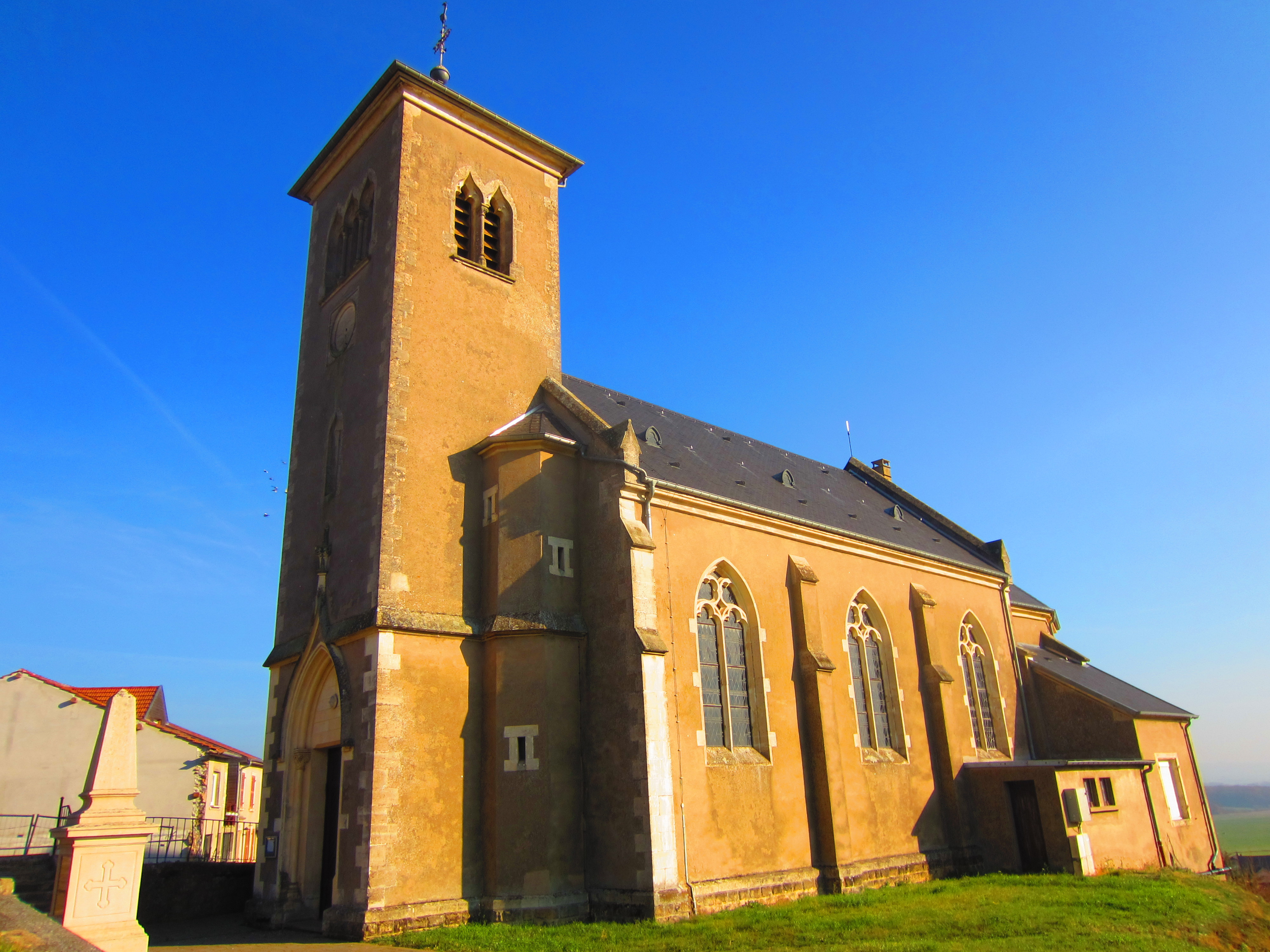
Костёл Святой Екатерины

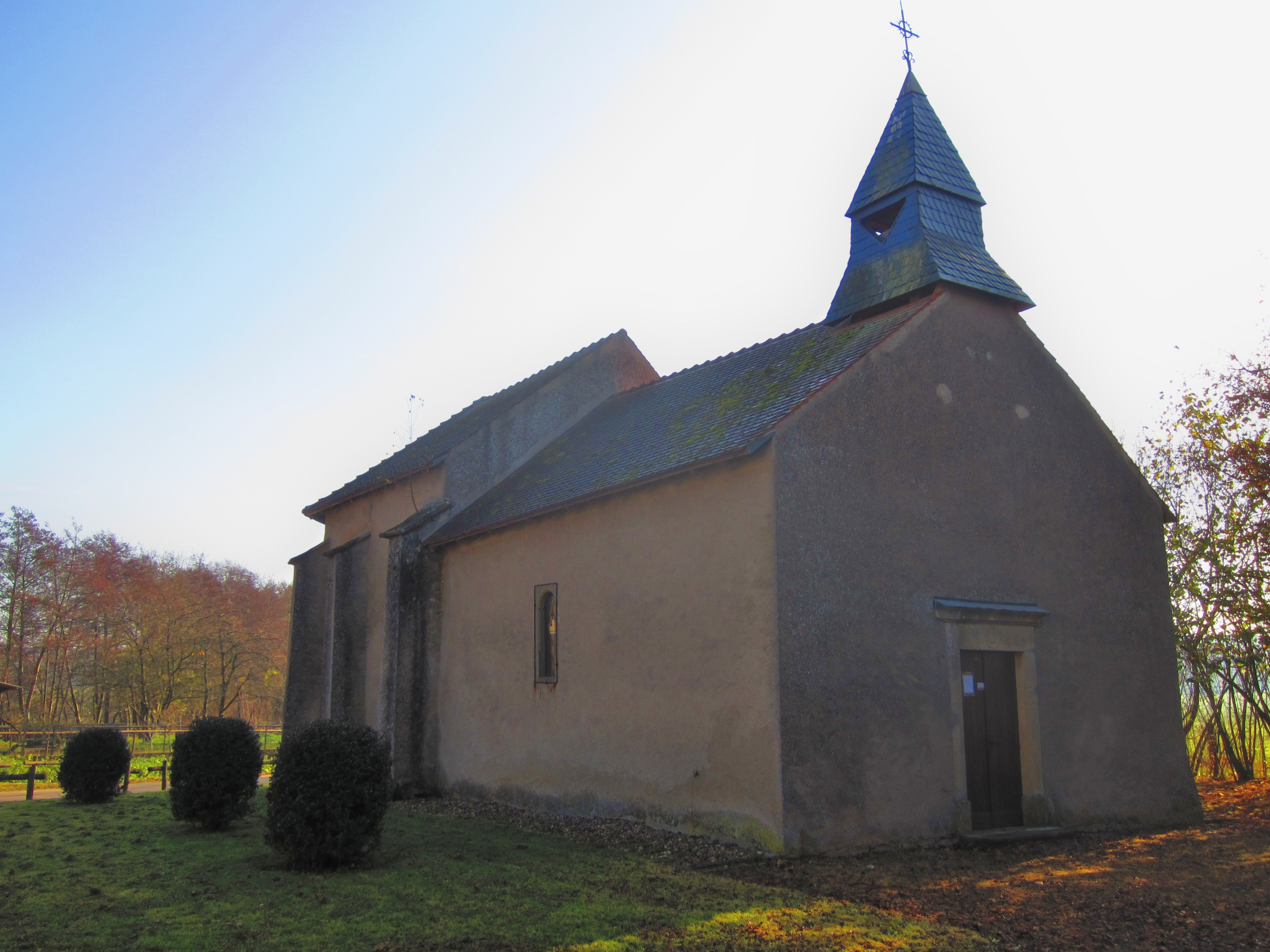
Костёл Святой Варвары

Брестроф-ла-Гранд (фр. Breistroff-la-Grande) — коммуна во Франции, департамент Мозель, регион Лотарингия. C 2015 года входит в состав кантона Йюс (до этого коммуна входила в Каттеном). Округ коммуны — Тьонвиль, образованный в 2015 году из округов Тьонвиль-Запад и Тьонвиль-Восток.

## Географическое положение
Брестроф-ла-Гранд расположен на северо-западе департамента Мозель в кантоне Йюс. Коммуна состоит из трёх деревень — Брестроф-ла-Гранд, Болер и Эванж. Неподалёку от коммуны находится Региональный природный парк Лотарингии. Ближайшие к Брестрофу-ла-Гранд города и деревни: Родемак, Бус, Фиксем. Расположен в нескольких километрах от границы с Люксембургом и в 40 километрах от Меца.

## История
В 1987 году на территории коммуны были обнаружены следы древнеримской дороги Мец — Трир, датируемой 83 годом нашей эры. Предполагается, что сама деревня появилась во времена тамплиеров (1100—1300 годы). Орден построил укреплённую часовню на холме, возвышающемся на 30 метров над деревней. В 1514 году была построена новая часовня в стиле пламенеющей готики. В 1616 году Брестроф переходит к правлению Родемака.
На период между первой и второй мировыми войнами приходится расцвет Брестрофа — тогда в винокурении работало 10 % населения коммуны. Остальные работали на свиноферме. После второй мировой войны численность населения Брестофа сильно сократилась, большая часть работы связана с сельским хозяйством.

## Население
В коммуне в 2012 году проживало 608 человек, из них 20,3 % младше 14 лет, 18,4 % — от 15 до 29 лет, 28,8 % — от 30 до 44, 19,8 % — от 45 до 59 лет, 12,7 % старше 60.
| Население коммуны в XIX—XXI веках |
| --------------------------------- |
|                                   |

## Экономика
Средний декларируемый годовой доход в коммуне: 31 203 евро (2011 год). Распределение населения по сферам занятости: 31,7 % — сельскохозяйственные работники, 2,6 % — работники в промышленности, 41,1 % — работники в сфере услуг.
В 2012 году из 426 человек трудоспособного возраста (от 15 до 64 лет) 348 были экономически активными, 78 — неактивными (показатель активности 81,6 %, в 2007 году — 80,4 %). Из 348 активных трудоспособных жителей работали 329 человек (174 мужчины и 155 женщин), 19 числились безработными (8 мужчин и 11 женщин). Среди 78 трудоспособных неактивных граждан 24 были учениками либо студентами, 25 — пенсионерами, а ещё 29 — были неактивны в силу других причин. В коммуне проживает 331 человек старше 15 лет, имеющий работу, причём только 8,4 % из них работает в коммуне, 27,3 % в пределах департамента, а 63,7 % населения работает за пределами страны.

## Достопримечательности
- Часовня Святой Екатерины (фр. Chapelle Sainte-Catherine)

Часовня 1-й четверти XVI века. Неф, ризница и колокольня были перестроены в начале XX века. В 1940 году часовню бомбили, она была восстановлена в 1948 году.
- Часовня Святой Варвары (фр. Chapelle Sainte-Barbe)

Часовня 1-й четверти XVI века. Неф построен в 1735—1737 годах, ризница и неф в XIX веке.
- Мельница Болера (фр. Moulin de Boler)

Мельница была реконструирована в 1787 году (дата указана на двери) Николя Миллером и Барбарой Клейн. На картах указана с начала XVIII века.
С мельницей и крестом связана легенда. Мельники Пьер и Мадлен во время суровой зимы 1713 года посещали могилу своего умершего сына, и по дороге на них напали волки. Мельник пытался отбиться палкой, но его сил не хватало. Им помогли вороны, которые начали выклёвывать глаза волкам. Пьер поблагодарил Бога за спасение и поставил крест недалеко от мельницы, который сохранился до сих пор.